# Сукоби у Судану (2023—)
Дана 15. априла 2023. године избили су сукоби широм Судана, посебно у главном граду Картуму између ривалских фракција владајуће војске земље. До 21. априла, најмање 413 људи је убијено, а 3.551 рањено.
Сукоб је почео нападима паравојне Снаге за брзу подршку (RSF) на кључне владине локације. Широм Картума забележене су експлозије и пуцњава. И лидер RSF-а Мухамед Хамдан Дагло и де факто лидер Судана Абдел Фатах ел Бурхан тврде да контролишу кључне владине локације, укључујући седиште ТВ Судана, Председничку палату, Међународни аеродром у Картуму и званичну резиденцију начелника генералштаба.